# Grigorij Petrovics Grabovoj
Grigorij Petrovics Grabovoj (oroszul: Григо́рий Петро́вич Грабово́й) (Asykata, 1963. november 14. –) kazahsztáni származású orosz szélhámos, csaló, szektavezér, aki a követői szerint tudós, feltaláló, tisztánlátó, gyógyító, tanító;  A tudományos közvélemény szerint áltudományokat terjeszt és kuruzsló.
Leginkább ismertté a hozzá köthető számsorok miatt vált (Grabovoj-számok), amelyek használatával állítása szerint bármilyen betegség gyógyítható, vagy elkerülhető a megbetegedés. A Covid19-pandémia megjelenésekor sokan terjesztették (főleg a TikTokon), hogy módszerével meg lehet gyógyulni, ám orvosok szerint ez átverés és kuruzslás, véleményük szerint ha mégis bekövetkezik a gyógyulás, akkor az legfeljebb a placebohatás miatt történhet.
Azt állítja magáról, hogy ő Jézus Krisztus második eljövetele, tudós, a műszaki tudományok doktora, professzor, akadémikus, azonban az ezekről bemutatott dokumentumok ellenőrzésekor kiderült, hogy azokat nem elismert állami tudományos szervezetek bocsátották ki, hanem civil szervezetek, többségük pénzért vásárolható kinevezések, vagy hamisítványok.
Állítása szerint kidolgozott egy módszertant „A megmentésről és a harmonikus fejlődésről” (Учения Григория Грабового «О спасении и гармоничном развитии») néven, amelyben azt állítja, hogy felfedezte hogyan lehet képes az Isten mására teremtett ember ugyanolyan teremtőerővel a puszta akarattal bármit létrehozni, vagy megváltoztatni a fizikai valóságban, amellyel akár az örök életet is bárki elérheti. Oroszországban megalapította a saját alapítványát (DRUGG), amelyet a saját elméleteinek terjesztésére hozott létre. Az orosz kormányközeli Izvesztyija újság szerint ez szektaként működik. Kijelentéseit a tudományos élet bírálta.
A médiában nagy számban megjelent bírálatok következtében a bűnüldöző szervek azzal gyanúsították, hogy a beszláni túszdráma során elhunyt gyermekek hozzátartozóitól pénzt fogadott el, hogy feltámassza a halottaikat, emiatt 2006-ban letartóztatták. Végül a beszláni halottak feltámasztása nem került bele a vádiratba, a vádat átminősítették személyek csoportosan elkövetett csalására. 11 évre ítélték, amit később 8 évre csökkentettek, de sokkal hamarabb, már 2010-ben szabadon engedték. Az ügyben más elítélt nem volt. 2018-ban a legfelsőbb bíróság az ügyet újranyitotta, és a korábbi ítéleteket megsemmisítette. Grabovoj azt állítja, hogy az elítélése a média ellene irányuló lejárató hadjáratának eredménye, vallási meggyőződése miatt üldözték, illetve kormányzati utasításra történt azért, hogy ne indulhasson el a 2008-as elnökválasztáson. Szabadulása után Szerbiában telepedett le.

## Grabovoj-számsorok
Azt állítja, hogy képes tisztánlátásával olyan számsorokat meghatározni, amellyel lehetséges például emberi szerv, lelki állapot, vagy esemény „visszahangolása” egy feltételezett „egészséges állapotba”. Szerinte ez úgy működik, hogy a valóság minden eleme – az események, az anyag, az atomok fényből épül fel, a fénynek rezgése van, és az adott valóságelemnek van egy eredő rezgése a fény különböző hullámhossza szerint, mint ahogy egy zenekarban játszó egyes zenészek különböző játékának van eredő összhangzása, a zene. Tanítása szerint a gondolatnak is van rezgése, és így a számokra gondolva is vannak különböző rezgések, a számsornak pedig eredő rezgése. Továbbá az ember a tudatával irányítani is tudja, hogy a gondolatával keltett rezgés hol hasson azzal, ha képzeletében párosítja a valóság elemével.
Egy számsor alkalmazása például megvalósítható úgy szerinte, hogy azt számjegyenként vagy az egész számsort egyszerre elképzeljük, és elképzelünk egy gömböt, amibe elhelyezzük a számokat, majd a valóság elemére gondolunk, és fedésbe hozzuk a gömbbel, például egy gyógyítandó szervvel. Ez egy tudati és szellemi munka, ezért a számsor használatának eredményessége függ a tudat és a szellem fejlettségétől, valamint a végzett munka hosszától és az ismétlések számától. Grabovoj elmélete szerint egy, a valóságban már megnyilvánult valóságelem megváltoztatása több munkát igényel, mint egy jövőben kialakuló esemény vagy anyagi elem alakítása. Tanítása szerint a tudat és a szellem fejleszthető, például az általa megadott összpontosítási és irányítási gyakorlatok segítségével, amely bárki számára megvásárolható.

## Politikai szerepvállalása és letartóztatása
2005. március 29-én az Orosz Államszövetség Igazságügyi Minisztériumának Szövetségi Regisztrációs Szolgálata nyilvántartásba vette a Szervező Bizottságot a DRUGG politikai párt alapító értekezletének előkészítésére, összehívására és megtartására. 2006. február 17-én az országos terjesztésű, kormányzati kiadású Rosszijszkaja Gazeta napilap, a Hivatalos anyagok rovatban a következő közleményt tette közzé: A Szervezőbizottság bejelenti, hogy 2006. március 17-én 15 órakor a "DRUGG" politikai párt felvett nevet viselő politikai párt alakuló értekezletét tartja az "UZKOE" szálloda konferenciatermében. A DRUGG párt 2006. márciusában, két évvel a választások előtt az Orosz Államszövetség már 57 tagállamában rendelkezett tájékoztató és választásra készülő fiókkal.
A törvényeknek megfelelően a Rosszijszkaja Gazeta egy későbbi kiadásában hivatalosan megjelentette a DRUGG párt programját is.
2006. március 17-én megtartották a DRUGG politikai párt alapító értekezletét, amelyen az Orosz Államszövetség 73 tagállamának 300 küldötte vett részt.  
Grigorij Grabovoj politikai ismertsége és tekintélye fokozatosan növekedett. Az alapító értekezlet megtartásával az Orosz Államszövetség Szövetségi Törvényével összhangban a párt megalapítottnak minősült.

## A beszláni ügy
A média azzal vádolta meg Grabovojt, hogy tanítványai Beszlánban jártak, és a beszláni anyáktól pénzt vettek el gyermekeik feltámasztásáért. Később már nem csak tanítványait, de Őt magát is ezzel vádolták. Azonban sem Ő, sem a tanítványai nem követtek el ilyesmit, a média nem tudta bizonyítani állítását, és a média nyomására indított hivatalos nyomozás sem találta a média egyetlen vádját sem igaznak:

„
... a moszkvai városi ügyészség 2005 szeptemberétől 2006 márciusáig háromszor ellenőrizte Grigorij Grabovoj és azonos nevű alapítványának tevékenységét, de soha nem talált bűncselekményre utaló bizonyítékot.
”

Továbbá később az ellene indított büntetőügyben a bíróság is ugyanerre a megállapításra jutott:

„
A Beszláni Anyák és Grigorij Grabovoj közötti kapcsolattal széles körben foglalkoztak a médiában, ez az epizód azonban később nem került be a büntetőügybe.
”

A közel 200 beszláni anya az érdekeik védelmére létrehozta a Beszláni Anyák szervezetet, és annak elnökének Szuszanna Dugyijevát választotta. Ő a következőket tanúsítja:

„
Századszor vagy ezredszer kijelentem, hogy a beszláni tragédiában meghalt egyetlen gyermek anyja sem fizetett pénzt Grigorij Grabovojnak, sőt maga Grigorij Petrovics és egyik tanítványa sem járt még Beszlánban.”

– Szuszanna Dugyijeva, a Beszláni Anyák elnöke

A beszláni anyák idővel könyvekből megismerték Grigorij Grabovoj feltámasztásról szóló Tanítását. Néhányan, köztük Szuszanna Dugyijeva hinni akartak benne, néhányan azonban élesen elutasították azt, és emiatt kiléptek a Beszláni Anyák szervezetből, és létrehozták a Beszlán Hangja szervezetet. Még ez a Grigorij Grabovoj munkásságát élesen bíráló szervezet elnöke is tanúsítja, hogy a média vádjai nem igazak:
Grabovoj valójában soha nem jött el Észak-Oszétiába, és nem vett el pénzt a nőktől. Még azt is fizette, hogy a "Beszláni Anyák" elmenjenek hozzá, és jegyet is vett nekik.– Ella Keszajeva, a Beszlán Hangja elnöke.